# Готшалк I фон Дипхолц
Готшалк I (III) фон Дипхолц (на немски: Gottschalk I von Diepholz; † сл. 1205 / сл.1207) е от 1177 г. господар на Дипхолц.
Преди него господари на Дипхолц ок. 1160 г. са Коно I (Конрад) и Вилхелм I. Той е роднина на Готшалк фон Дипхолц († 1 януари 1119), епископ на Оснабрюк (1110 – 1119).

## Деца
Готшалк I фон Дипхолц има петима сина:
- Вилхелм I фон Дипхолц († 12 май 1242), епископ на Минден
- Йохан фон Дипхолц († 13 януари 1253), свещеник, от 1242 г. епископ на Минден, архиепископ на Бремен (1241 – 1253)
- Куно III фон Дипхолц († 1233), господар на Дипхолц, женен за Юта († сл. 1233 или сл. 1239)
- Рудолф I фон Дипхолц († сл. 1242)
- Готшалк II фон Дипхолц († сл. 1240/1242)